# ماريوس ياكوبس
ماريوس جاكوبس (بالهولندية: Marius Jacobs)‏ (و. 1929 – 1983 م) هو عالم نبات هولندي، توفي عن عمر يناهز 54 عاماً.